# Genemuiden (gemeente)
Genemuiden is een voormalige Nederlandse gemeente in de provincie Overijssel aan de rivier het Zwarte Water.
De gemeente bestond tot 1 augustus 1967 uit de kernstad Genemuiden, de aangrenzende landerijen en buurtschappen Kamperzeedijk-West, Kamperzeedijk-Oost, Afsched, Cellemuiden en Waterstein (die laatste is later opgegaan in de stad Genemuiden). De voormalige gemeente Genemuiden werd voor het laatst uitgebreid toen in 1967 de gemeente Zwollerkerspel werd opgeheven en verdeeld over Zwolle, Genemuiden en andere omliggende gemeenten.
De gemeente hield na meer dan 200 jaar op te bestaan toen op 1 januari 2001, door de samenvoeging van de gemeenten Genemuiden, Hasselt en Zwartsluis, de nieuwe gemeente Zwartewaterland ontstond.
Niet lang na deze herindeling vonden er overigens grootschalige rellen in Genemuiden plaats, die mogelijk uit frustratie over deze opgelegde herindeling ontstonden.